# Emily, la de Luna Nueva
Emily, la de Luna Nueva es una serie de novelas, escrita por Lucy Maud Montgomery. La serie está conformada por una trilogía: Emily, la de Luna Nueva, Emily, lejos de casa y Emily triunfa, y tiene como protagonista a Emily Byrd Starr, una jovencita indomable y fogosa con una pasión por la escritura.
Similar a su serie anterior y más famosa, Ana de las Tejas Verdes) las novelas de Emily representan la vida a través de los ojos de una niña huérfana, Emily Starr. 
Sin embargo a diferencia de Ana Shirley, Emily fue criada por parientes maternos en lugar de adoptada, y era más joven y menos segura de sí misma que Ana. También es mucho más reservada, y con una personalidad más bien agridulce y altanera en contraste con la dulce y encantadora Ana. Montgmery consideraba a Emily mucho más parecida a ella que Ana en personalidad y varios sucesos del libro le ocurrieron a la autora en la vida real.
La serie fue menos idealizada y más realista que las novelas de Ana, aunque tuvo algunos roces que iban más allá del realismo, como el hecho de que Emily pareciera tener poderes psíquicos.

## Argumento
Huérfana tras la muerte de su padre, los familiares de su madre se reúnen para decidir que hacer con la pequeña Emily, hija de Juliet Murray, la pequeña de los Murray y desgracia de la familia después de que se escapara para poder casarse con Douglas Starr, el padre de Emily.
Finalmente los parientes, decidirán que Emily se marche a vivir con su tía Elizabeth, su tía Laura y el primo Jimmy, a la granja de Luna Nueva, en la Isla del Príncipe Eduardo, la casa donde su madre se crio.
Allí la temperamental y rebelde Emily se hará amiga de Ilse Burnley, la hija del doctor Burnley, desgarbada, aunque bonita y con un carácter ardiente y tan temperamental como el de la propia Emily,
Perry Miller, un chico contratado por la Tía Elizabeth para ayudar en la granja, que proviene de una de las zonas más pobres de la ciudad y Teddy Kent, un tímido y guapo niño que vive con su madre a la que quiere profundamente pese al evidente desequilibrio emocional de la señora Kent.
Los cuatro niños poseen talentos muy arraigados que aparecerán en este primer libro y se acabarán desarrollando en los siguientes. Emily ama escribir, Ilse es una actriz elocuente, Teddy un pintor y dibujante talentoso y Perry tiene todas las cualidades para ser un gran político. Así mismo, los cuatro tiene problemas con sus familiares más cercanos, Emily no es capaz de entenderse con su tía Elizabeth quien no comprende su necesidad de escribir, Teddy debe tratar con los horribles celos que su madre siente por cualquier cosa que él quiera, ya sean sus amigos, sus dibujos o sus mascotas, Ilse es completamente ignorada por su padre, sin saber que la culpa proviene de la muerte de su madre y un horrible secreto que todos guardan y Perry tiene que tratar con la avara de su tía Tom, quien le hace jurar que se casará con Emily, para poder asistir al colegio.
- Datos: Q73706
- Multimedia: Emily of New Moon / Q73706